# Mondottica
Mondottica是一家總部設在香港的國際眼鏡公司。 該公司專注於品牌時尚太陽鏡和眼鏡的設計，開發，生產和分銷。
Mondottica的主要辦事處位於香港，倫敦，諾丁漢，新澤西，巴黎和悉尼。

## 歷史
該公司於2002年在香港成立。 該市是全球總部，亞洲業務及其控股公司Mondottica International的基地，該公司擁有子公司和特許經營合作夥伴關係。

## 分銷品牌
以下是該公司全球分銷的品牌不完整列表：
- Anna Sui[15][16]
- Cacharel[15][17][18]
- 凱思·金德斯頓[19]
- 克里斯蒂安·拉克鲁瓦[20][21]
- 杜卡迪[22]
- Hackett[15]
- Joules[23]
- Karen Millen[24]
- Maje[7]
- Pepe Jeans[15][20]
- Sandro[7][25]
- Marimekko[26]
- Ted Baker[15][20]
- 班尼頓集團[27]
- 山本耀司[28]
- Yves Cogan[20]
- Zoobug[29]

## 也可以看
- 光學史

## 注腳
1. ↑  . vmagazine.hk. Vol. 84 (香港: V Magazine). 2017年11月: 78  [2018年1月26日]. （原始内容存档于2018年1月26日）.
2. 1 2  Jones, Simon. . opticianonline.net. MA Healthcare Ltd. 2017年3月10日  [2017年7月6日]. （原始内容存档于2017年9月27日）.
3. 1 2 3  . hktdc.com. Hong Kong Trade Development Council. 2017年  [2017年7月6日]. （原始内容存档于2017年7月31日）.
4. ↑  . bloomberg.com. Bloomberg LP. 2017年  [2017年7月6日]. （原始内容存档于2017年7月31日）.
5. ↑  . gse.optica-expo.ru. Moscow International Optical Fair. 2017年  [2017年7月6日]. （原始内容存档于2017年9月27日）.
6. ↑  . beta.companieshouse.gov.uk. Her Majesty's Government, Crown Copyright (UK). 2017年  [2017年7月31日]. （原始内容存档于2017年7月31日）.
7. 1 2 3  Foreman, Katya. . wwd.com. Women's Wear Daily. 2017年2月2日  [2017年7月6日]. （原始内容存档于2017年7月31日）.
8. ↑  . sina.com.cn. Sina Weibo. 2012年7月5日  [2017年7月6日]. （原始内容存档于2017年7月31日） （中文（简体））.
9. ↑  . bloomberg.com. Bloomberg LP. 2017年  [2017年7月6日]. （原始内容存档于2017年8月8日）.
10. ↑  . .bloomberg.com. Bloomberg LP. 2017年  [2017年7月6日]. （原始内容存档于2017年7月31日）.
11. ↑  . investing.businessweek.wallst.com. Bloomberg LP. 2017年  [2017年7月6日]. （原始内容存档于2017年8月8日）.
12. ↑  . infogreffe.fr. Les greffes des Tribunaux de commerce. 2017年  [2017年7月31日]. （原始内容存档于2017年7月31日） （法语）.
13. ↑  . investing.businessweek.wallst.com. Bloomberg LP. 2017年  [2017年7月6日]. （原始内容存档于2017年8月8日）.
14. ↑   (PDF). mondotticausa.com. Mondottica USA. 2016年5月1日  [2017年9月7日]. （原始内容存档 (PDF)于2017年9月7日）.
15. 1 2 3 4 5  HKTDC. . hktdc.com. Hong Kong Trade Development Council. 2013年10月22日  [2017年7月21日]. （原始内容存档于2017年9月27日）.
16. ↑  Sinclair, Jesara. . cbc.ca. Canadian Broadcasting Corporation. 2016年2月18日  [2017年7月6日]. （原始内容存档于2016年2月22日）.
17. ↑  Gilles, Florent. . fashionnetwork.com. Fashion Network Italy. 2013年12月4日  [2017年7月6日]. （原始内容存档于2017年9月27日） （意大利语）.
18. ↑  Diderich, Joelle. . wwd.com. Women's Wear Daily. 2012年11月20日  [2017年7月31日]. （原始内容存档于2020年10月25日）.
19. ↑  Moss, Robina. . aop.org.uk. Association of Optometrists. 2016年2月17日  [2017年7月10日]. （原始内容存档于2017年9月27日）.
20. 1 2 3 4  . modaes.es. Modaes. 2017年3月2日  [2017年7月6日]. （原始内容存档于2017年9月27日） （西班牙语）.
21. ↑  Socha, Miles. . wwd.com. Women's Wear Daily. 2010年3月1日  [2017年7月31日]. （原始内容存档于2018年10月8日）.
22. ↑  Bolelli, Gianluca. . fashionnetwork.com. Fashion Network. 2017年3月2日  [2017年7月19日]. （原始内容存档于2017年9月28日）.
23. ↑  West, Gillian. . thedrum.com. Carnyx Group Limited. 2014年2月11日  [2017年7月19日]. （原始内容存档于2017年9月27日）.
24. ↑  Lerévérend, Anaïs. . fashionnetwork.com. Fashion Network. 2017年2月2日  [2017年7月10日]. （原始内容存档于2017年9月27日）.
25. ↑  . tnc.com.cn. 全球纺织网 (Texnet). 2017年3月31日  [2017年7月31日]. （原始内容存档于2017年7月31日） （中文（简体））.
26. ↑  . wmido.com. MIDO S.r.l. Unipersonale. 2016年2月10日  [2017年7月10日]. （原始内容存档于2017年7月31日）.
27. ↑  . modaes.es. Modaes. 2017年9月18日  [2017年10月16日]. （原始内容存档于2017年10月16日） （西班牙语）.
28. ↑  . wwdjapan.com. Women's Wear Daily Japan. 2014年9月30日  [2017年7月6日]. （原始内容存档于2017年9月27日） （日语）.
29. ↑  . wmido.com. MIDO S.r.l. Unipersonale. 2015年7月15日  [2017年7月19日]. （原始内容存档于2017年9月27日）.

## 外部連結
- Mondottica 官方網站（页面存档备份，存于）